# قائمة أكبر الشركات المكسيكية
تسرد هذه المقالة أكبر الشركات في المكسيك من حيث إيراداتها وصافي أرباحها وإجمالي أصولها، وفقًا لمجلات الأعمال الأمريكية فورتشن و فزربس .

## الشركات المكسيكية في قائمة فورتشن 2019
تعرض هذه القائمة جميع الشركات المكسيكية في قائمة فورتشن غلوبال 500، والتي تصنف أكبر الشركات في العالم من حيث الإيرادات السنوية، الأرقام الواردة أدناه معطاة بملايين الدولارات الأمريكية وهي خاصة بالسنة المالية 2018.  كما تم إدراج المقر الرئيسي وصافي الربح وعدد الموظفين وقطاع الصناعة لكل شركة.
| الترتيب على المكسيك | الترتيب العالمي فورتشن 500 | الشركة                           | صناعة             | الإيراد (بالملايين) | أرباح (بالملايين) | الموظفين | مقر          |
| ------------------- | -------------------------- | -------------------------------- | ----------------- | ------------------- | ----------------- | -------- | ------------ |
| 1                   | 95                         | بيميكس                           | النفط والغاز      | 87,403              | 9,378−            | 131,108  | مدينة مكسيكو |
| 2                   | 196                        | أمريكا موفيل                     | الإتصالات         | 53,978              | 2,733             | 194,431  | مدينة مكسيكو |
| 3                   | 443                        | Comisión Federal de Electricidad | الطاقة الكهربائية | 28,457              | 2,322             | 91,369   | مدينة مكسيكو |
| 4                   | 488                        | فومينتو إيكونوميكو ميكسيكانو     | المشروبات         | 25,679              | 1,247             | 297,073  | مونتيري      |

## الشركات المكسيكية في قائمة فوربس 2019
تستند هذه القائمة إلى فوربس غلوبال 2000، والتي تصنف أكبر 2000 شركة مساهمة عامة في العالم، وتأخذ قائمة فوربس في الاعتبار العديد من العوامل، بما في ذلك الإيرادات وصافي الربح وإجمالي الأصول والقيمة السوقية لكل شركة؛ يتم إعطاء كل عامل مرتبة مرجحة من حيث الأهمية عند النظر في الترتيب العام، يسرد الجدول أدناه المقر الرئيسي وقطاع الصناعة لكل شركة. الأرقام بمليارات الدولارات الأمريكية وهي للسنة المالية 2018. 
| الترتيب على المكسيك | الترتيب العالمي فوربس 2000 | الشركة                       | مقر          | إيرادات (بالمليارات) | أرباح (بالمليارات) | أصول (بالمليارات) | قيمة (بالمليارات) | صناعة          |
| ------------------- | -------------------------- | ---------------------------- | ------------ | -------------------- | ------------------ | ----------------- | ----------------- | -------------- |
| 1                   | 189                        | أمريكا موفيل                 | مدينة مكسيكو | 53.1                 | 2.5                | 72.6              | 52.4              | الإتصالات      |
| 2                   | 429                        | فومينتو إيكونوميكو ميكسيكانو | مونتيري      | 25.1                 | 1.3                | 29.3              | 34.5              | المشروبات      |
| 3                   | 473                        | Banorte                      | مونتيري      | 10.4                 | 1.7                | 82.7              | 18.8              | تمويل          |
| 4                   | 594                        | Grupo México                 | مدينة مكسيكو | 10.5                 | 1.3                | 26.9              | 24.3              | التعدين        |
| 5                   | 975                        | Cemex                        | مونتيري      | 14.4                 | 0.5                | 28.1              | 7.4               | مواد بناء      |
| 6                   | 1030                       | ALFA                         | مونتيري      | 19.0                 | 0.7                | 18.8              | 5.5               | تكتل           |
| 7                   | 1118                       | Inbursa                      | مدينة مكسيكو | 4.1                  | 0.9                | 25.9              | 10.2              | تمويل          |
| 8                   | 1230                       | Grupo Elektra                | مدينة مكسيكو | 5.4                  | 0.8                | 14.1              | 12.7              | تكتل           |
| 9                   | 1306                       | مجموعة بيمبو                 | مدينة مكسيكو | 15.0                 | 0.3                | 13.4              | 10.1              | معالجة الأغذية |
| 10                  | 1419                       | Arca Continental             | مونتيري      | 8.3                  | 0.5                | 12.1              | 10.0              | المشروبات      |
| 11                  | 1508                       | إل بويرتو دي ليفربول         | مدينة مكسيكو | 7.0                  | 0.6                | 8.9               | 8.5               | بيع بالتجزئة   |
| 12                  | 1860                       | Fibra Uno                    | مدينة مكسيكو | 1.0                  | 0.9                | 12.3              | 5.8               | العقارات       |
| 13                  | 1964                       | جروبو كارسو                  | مدينة مكسيكو | 5.0                  | 0.5                | 7.0               | 8.9               | تكتل           |